# Elektrická výzbroj
Elektrická výzbroj je soubor elektrických strojů, přístrojů, zařízení a vedení, která jsou součástí složitějšího celku. Elektrická výzbroj může být:
- elektrická výzbroj trakčního vozidla - soubor elektrického vybavení souvisejícího s elektrickým pohonem vozidla s elektrickým přenosem výkonu, zvláště pak:
  - lokomotiv elektrických i dieselelektrických
  - tramvají
  - vozidel metra
  - trolejbusů
  - elektromobilů
  - všech dalších vozidel výše jmenovaným podobných, ale zde nevyjmenovaných
- elektrická výzbroj motorového vozidla - soubor elektrického vybavení vozidla se spalovacím motorem, u kterého se přenos výkonu od spalovacího motoru k poháněcím jednotkám (kola, pásy) uskutečňuje bez elektrického mezičlánku. Jde především o:
  - automobily
  - motocykly
  - samojízdné pracovní stroje ve stavebnictví, zemědělství, lesním hospodářství a těžbě surovin
  - pásovou techniku od sněžných skútrů po tanky
- elektrická výzbroj plavidel včetně ponorek
- elektrická výzbroj létacích aparátů včetně vznášedel
- elektrická výzbroj výrobních strojů
- elektrická výzbroj svítidel - snad nejjednodušší případ. Často jen svorkovnice s pojistkovým pouzdrem a pojistkou.